# Кубаши, Саадия
Саадия Кубаши (ивр. סעדיה כובשי‎, араб. سعديه كوبشي‎, 1904, Йемен — 1990 или 24 января 1990, Тель-Авив) — лидер общины йеменских евреев в Израиле и один из тех, кто подписал декларацию независимости страны.

## Биография
Кубаши родился в Йемене в 1902 году. Он переехал в Османскую Палестину в 1909 году, поселившись в Иерусалиме.
Будучи членом Еврейского национального комитета и Моэцет ха-Ам от имени Ассоциации йеменцев, он подписал декларацию независимости в 1948 году как S. Kobashi, добавив в конце HaLevi (имеется в виду колено Левия). После обретения страной независимости он переехал в Тель-Авив и был назначен руководителем религиозно-сионистской системы образования. В 1949 году он стал директором религиозно-сионистской школы в Рош-ха-Аине, где ныне в его честь названа улица.
Он умер в 1990 году и похоронен на иерусалимском кладбище Хар ха-Менухот.